# تصفيات كأس الأمم الإفريقية 1963
تعرض هذه الصفحة التصفيات المؤهلة لكأس الأمم الأفريقية لكرة القدم 1963. تأهلت غانا مباشرةً كمستضيف للبطولة وكذلك أثيوبيا كحامل للقب.

## المنتخبات المتأهلة
تأهلت الفرق ال6 التالية لكأس الأمم الأفريقية 1963:
- غانا كمستضيف.
- إثيوبيا كحامل اللقب.
- مصر
- نيجيريا
- السودان
- تونس

## الدور الأول
| تونس | 4–1 | المغرب |
| ---- | --- | ------ |
|      |     |        |

| المغرب | 4–2 | تونس |
| ------ | --- | ---- |
|        |     |      |

تأهلت تونس للنهائيات بمجموع المباراتين 6–5.
| مصر | انسحاب | أوغندا |
| --- | ------ | ------ |
|     |        |        |

- انسحبت أوغندا فتأهلت مصر للنهائيات.

| كينيا | 0–1 | السودان |
| ----- | --- | ------- |
|       |     |         |

| السودان | 5–0 | كينيا |
| ------- | --- | ----- |
|         |     |       |

- تأهلت السودان للنهائيات بمجموع المباراتين 6–0.

| نيجيريا | 2–2 | غينيا |
| ------- | --- | ----- |
|         |     |       |

| غينيا | 1–0 | نيجيريا |
| ----- | --- | ------- |
|       |     |         |

- استبعدت غينيا بسبب خرقها للقواعد (لم يكن حكام مباراة الإياب من دول محايدة). تأهلت نيجيريا للنهائيات.